# Oribatella reducta
Oribatella reducta är en kvalsterart som beskrevs av P. Balogh 1985. Oribatella reducta ingår i släktet Oribatella och familjen Oribatellidae. Inga underarter finns listade i Catalogue of Life.